# Jared Kusnitz
Jared Kusnitz (Fort Lauderdale, 8 novembre 1988) è un attore statunitense sia cinematografico che televisivo.

## Biografia
Ha recitato in diversi film tra i quali Doll Graveyard (2005), Dance of the Dead (2008) e Prom - Ballo di fine anno (2011) ed ha recitato in numerose serie televisive tra cui La vita segreta di una teenager americana, Buona fortuna Charlie e Underemployed - Generazione in saldo.

### Vita privata
Kusnitz è nato e cresciuto a Fort Lauderdale, in Florida. È ebreo.

## Filmografia

### Cinema
- Doll Graveyard, regia di Charles Band (2005)
- The Toast, regia di Kevin McDermott (2005)
- Otis, regia di Tony Krantz (2008)
- Dance of the Dead, regia di Gregg Bishop (2008)
- The Taste of Summer, regia di Richard Lowe – cortometraggio (2008)
- Meanwhile, at the Plaza..., regia di David H. Steinberg – cortometraggio (2009)
- Zach, regia di Randy Krallman – cortometraggio (2009)
- Continental Divide, regia di Jeff Robinson – cortometraggio (2010)
- Prom - Ballo di fine anno (Prom), regia di Joe Nussbaum (2011)
- Mr. Malevolent, regia di Rusty Cundieff e Darin Scott (2018)

### Televisione
- Three Strikes, regia di Lev L. Spiro – film TV (2006)
- Surviving Suburbia – serie TV, 13 episodi (2009)
- Private Practice – serie TV, episodio 3x03 (2009)
- Community – serie TV, episodio 1x22 (2010)
- Buona fortuna Charlie (Good Luck Charlie) – serie TV, episodio 2x14 (2011)
- BlackBoxTV – serie TV, episodio 3x03 (2012)
- La vita segreta di una teenager americana (The Secret Life of the American Teenager) – serie TV, 14 episodi (2009-2012)
- Underemployed - Generazione in saldo (Underemployed) – serie TV, 12 episodi (2012-2013)
- Addicts Anonymous – serie TV, 6 episodi (2013)
- Castle – serie TV, episodio 7x05 (2014)

## Doppiaggio
- Fatherhood (Fatherhood), l'episodio "Birds, Bees and Bindlebeep" (2005)
- Phineas e Ferb (Phineas and Ferb), l'episodio "Oh, eccoti qua Perry/Una gita tempestosa" (2009)

## Doppiatori italiani
Nelle versioni in italiano delle opere in cui ha recitato, Mathew St. Patrick è stato doppiato da:
- Maurizio Merluzzo in Community, Underemployed - Generazione in saldo
- Mirko Mazzanti in La vita segreta di una teenager americana
- Flavio Aquilone in Private Practice
- Daniele Raffaeli in Castle